# Harrison Township (Allegheny County, Pennsylvania)
Harrison Township ist eine Township im US-Bundesstaat Pennsylvania. Laut Volkszählung im Jahr 2010 betrug die Einwohnerzahl 10.461 auf einer Fläche von 20,4 km². Harrison Township ist Teil der Metropolregion Pittsburgh.

## Demografie
Nach einer Schätzung von 2019 leben in Harrison Township 10.236 Menschen. Die Bevölkerung teilt sich im selben Jahr auf in 90,1 % Weiße, 3,1 % Afroamerikaner, 0,1 % amerikanische Ureinwohner, 1,7 % Asiaten und 4,7 % mit zwei oder mehr Ethnizitäten. Hispanics oder Latinos aller Ethnien machten 1,2 % der Bevölkerung aus. Das mittlere Haushaltseinkommen lag bei 54.250 US-Dollar und die Armutsquote bei 12,0 %.